# Archaeomylodon
Archaeomylodon ist eine ausgestorbene Gattung der Faultiere aus der Gruppe der Mylodontidae. Sie ist bisher nur von einem einzigen Schädel bekannt, der in seinen Ausmaßen denen des riesigen Lestodon entspricht. Der Schädel unterscheidet sich von diesem aber durch seine schmalere und höhere Schnauze. Außerdem zeigen sich die vorderen, eckzahnartigen Zähne, die bei vielen Mylodonten üblicherweise groß ausgebildet sind, stark reduziert. Der Fund stammt aus der Pamparegion von Südamerika und lagerte in rund 700.000 Jahre alten Ablagerungen. Er gehört damit in das beginnende Mittlere Pleistozän. Die Gattung wurde im Jahr 2019 wissenschaftlich eingeführt.

## Merkmale
Archaeomylodon ist bisher lediglich über einen Schädel eines ausgewachsenen Tieres belegt, dem der Mittelkieferknochen und die Jochbögen fehlen. Er weist eine erhaltene Länge von 59,7 cm auf, die Breite am Hirnschädel beträgt 23,8 cm und die Höhe 21 cm. Damit gehört er zu den größten bekannten eines Mylodonten. Die Tiere dürften etwa die Ausmaße des riesigen Lestodon erreicht haben, für welches ein Gewicht von bis zu 4 t rekonstruiert wird. Der Schädel wies eine für große Bodenfaultiere typische langgestreckt röhrenartige Gestalt auf und war in Aufsicht nahezu rechteckig gebaut. Lediglich im Bereich der Augen gab es eine kleine Einengung sowie eine kleine Erweiterung im Nasenbein-Oberkiefer-Abschnitt. Der vordere Abschnitt war schmaler als bei Lestodon, aber breiter als bei Mylodon. In Seitenansicht verlief die Stirnlinie flach, es fehlte eine domartige Aufwölbung, wie sie etwa bei Glossotherium oder Thinobadistes vorkam. Das Nasenbein war leicht nach oben orientiert. In Vorderansicht entstand so eine hohe Nasenöffnung, die an Mylodon erinnerte und von der deutlich flachen bei Glossotherium abwich. Der vordere Jochbogenansatz entsprang dem Oberkiefer oberhalb des dritten molarenartigen Zahns. Die parasagittalen Leisten am Scheitelbein standen weit auseinander, vergleichbar zu Mylodon, aber im Unterschied zu der engen Position zueinander bei Lestodon. Das Hinterhauptsbein hatte in Hinteransicht eine hohe und mehr runde Form entsprechend Mylodon. Bei Lestodon und Glossotherium war dieses eher flachgedrückt und dadurch breiter. An der Schädelunterseite verliefen die Ränder des Gaumens weitgehend parallel zueinander und waren nicht divergent nach vorn orientiert wie bei Glossotherium und Lestodon.
Das Gebiss ist nur unvollständig überliefert. Es bestand aber aus fünf Zähnen je Kieferhälfte. Der vorderste Zahn war wie bei vielen Mylodonten eckzahnartig (caniniform) gestaltet, die hinteren vier dagegen molarenartig (molariform). Dies erinnert an Lestodon und Glossotherium, unterschied sich aber von Mylodon, bei dem die oberen caniniformen Zähne zurückgebildet waren. Abweichend von ersteren beiden verliefen die Zahnreihen nach vorn nicht deutlich auseinanderstehend, sondern waren eher parallel zueinander angeordnet. Nur im vordersten Bereich divergierten sie leicht zueinander. Dadurch zeigten sich die beiden eckzahnartigen vordersten Zähne auch nicht seitlich nach außen verschoben, sondern standen wesentlich enger beieinander. Außerdem fehlte das deutliche Diastema zum nachfolgenden ersten molarenartigen Zahn. Insgesamt war der caniniforme Zahn sehr klein und somit in seiner Größe schon stark reduziert, was an Mylodonopsis erinnerte und einen deutlichen Unterschied zu den großen Zähnen bei Lestodon und Glossotherium bildete. Im Querschnitt besaß er eine eher kreisförmige Gestalt. Von den nachfolgenden Zähnen ist lediglich der hinterste Molar erhalten, die anderen werden durch die Position der jeweiligen Alveolen angezeigt. Er besaß eine typisch für Mylodonten flache Kauflächengestaltung bestehend aus zwei lappenartigen (lobaten) Abschnitten, wobei der hintere kleiner als der vordere war. Die gesamte alveolare Molarenreihe maß rund 14,4 cm in der Länge.

## Fossilfunde
Der bisher einzige bekannte Fund von Archaeomylodon, ein nahezu vollständiger Schädel, wurde in Cantera Iglesias bei Partido San Pedro im Norden der argentinischen Provinz Buenos Aires entdeckt. Der Fundort liegt südlich des Río Paraná in der Pamparegion Südamerikas. Der Schädel lagerte dort in kalkreichen Ablagerungen im oberen Abschnitt der Ensenada-Formation. Laut radiometrischen Messverfahren konnten diese auf ein Alter von rund 700.000 Jahren bestimmt werden, was dem beginnenden Mittleren Pleistozän entspricht.

## Paläobiologie
In der Regel gelten die Mylodonten als spezialisierte Grasfresser. Anhand der Schnauzenform verschiedener ausgestorbener Faultiere wurde versucht, die Nahrungspräferenzen zu rekonstruieren. Hierbei weisen breite Schnauzen auf Grasfresser und schmale Schnauzen auf Blattfresser vergleichbar dem Unterschied zwischen dem Breitmaulnashorn und dem Spitzmaulnashorn. Archaeomylodon unterscheidet sich mit seiner schmaleren Schnauze deutlich von Lestodon und Glossotherium. Es wird daher vermutet, dass die Tiere sich möglicherweise generalistisch von Pflanzenkost ernährten.

## Systematik
Archaeomylodon ist eine ausgestorbene Gattung aus der ebenfalls erloschenen Familie der Mylodontidae. Die Mylodontidae stellen einen Zweig der Unterordnung der Faultiere (Folivora) dar. Innerhalb dieser werden sie häufig zusammen mit den Orophodontidae und den Scelidotheriidae in der Überfamilie der Mylodontoidea zusammengefasst (mitunter gelten die Scelidotheriidae und die Orophodontidae allerdings auch nur als Unterfamilie der Mylodontidae). In einer klassischen Sichtweise, beruhend auf skelettanatomischen Untersuchungen, repräsentieren die Mylodontoidea wiederum neben den Megatherioidea eine der zwei großen Entwicklungslinien der Faultiere. Molekulargenetische Studien und Proteinanalysen ordnen diesen beiden Gruppen noch eine dritte bei, die Megalocnoidea. Innerhalb der Mylodontoidea stehen dann mit den Zweifinger-Faultieren (Choloepus) auch eine der zwei heute noch existierenden Faultiergattungen. Die Mylodontidae bilden eine der vielfältigsten Gruppen innerhalb der Faultiere. Herausragende Merkmale finden sich in ihren hochkronigen Zähnen, die abweichend von denen der Megatherioidea mit einer eher flachen (lobaten) Kaufläche ausgestattet sind. Dies wird häufig mit einer stärkeren Anpassung an grashaltige Nahrung in Verbindung gebracht. Die hinteren Zähne haben einen runden oder ovalen Querschnitt, die vordersten sind eine eckzahnartige gestaltet. Der Hinterfuß ist zudem deutlich gedreht, so dass die Sohle nach innen zeigt. Die Mylodonten traten bereits im Oligozän auf, zu ihren frühesten Nachweisen zählt Paroctodontotherium aus Salla-Luribay in Bolivien.
Die innere Gliederung der Mylodontidae ist komplex und vielfach in Diskussion. Weitgehend anerkannt sind die späten Gruppen der Mylodontinae mit Mylodon als Typusform und der Lestodontinae, deren Charakterform Lestodon bildet, aber mitunter auch Paramylodon und Glossotherium einschließt (teilweise auch als Mylodontini und Lestodontini auf tribaler Ebene geführt). Die Untergliederung der terminalen Gruppe der Mylodonten in die Lestodontinae und Mylodontinae fand eine Bestätigung in einer der umfangreichsten, auf Schädelmerkmalen beruhenden Studien zur Stammesgeschichte der Faultiere aus dem Jahr 2004, welche nachfolgend mehrfach Untermauerung fand. Eine spätere Analyse aus dem Jahr 2019 zweifelt sie jedoch wieder an. Eine im gleichen Jahr publizierte höherauflösende phylogenetische Studie der Mylodonten untermauert wiederum die Zweigliederung der terminalen Formen. Demnach lassen sich die Mylodontinae und Lestodontinae anhand der eckzahnartigen vorderen Zähne unterscheiden. Bei letzteren sind diese groß und durch ein langes Diastema von den hinteren Zähnen getrennt, erstere haben dagegen nur kleine oder teilweise reduzierte caniniforme Zähne, die meist enger an den molarenartigen Zähnen anstehen. In der Vergangenheit wurden zahlreiche weitere Unterfamilien aufgestellt, darunter beispielsweise die Nematheriinae für Vertreter aus dem Unteren Miozän oder die Octomylodontinae für alle Basalformen. Ihre Anerkennung variiert zumeist je nach Bearbeiter. Eine weitere Gruppe findet sich mit den Urumacotheriinae, die erst im Jahr 2004 etabliert wurden. Ihr Grundbestand bilden die spätmiozänen Vertreter des nördlichen Südamerikas. Prinzipiell wird eine Revision für die gesamte Familie angemahnt, da zahlreiche der höheren taxonomischen Einheiten keine formale Diagnose besitzen.
Die Merkmalskombination von Archaeomylodon wie der röhrenförmige Schädel, das heterodonte Gebiss mit hinteren molariformen und einem vorderen caniniformen Zahn sowie die Gestaltung der molarenartigen Zähne allgemein verweisen die Gattung eindeutig zu den Mylodonten. Der vordere caniniforme Zahn ist sehr klein bei Archaeomylodon ausgebildet, was die Form von anderen großen Mylodonten wie Lestodon und Glossotherium unterscheidet. Phylogenetischen Analysen zufolge besteht die größte Ähnlichkeit zu Mylodon, welches vor allem im südlichen Teil Südamerikas auftrat. Im Gegensatz zu Archaeomylodon weist Mylodon ein stärker reduziertes Gebiss auf, bei dem die vorderen eckzahnartigen Zähne vollständig zurückgebildet wurden. Beide Gattungen stehen möglicherweise in einem Schwestergruppenverhältnis zueinander.
Die Gattung Archaeomylodon wurde im Jahr 2018 von Luciano Brambilla und Damián Alberto Ibarra wissenschaftlich erstbeschrieben. Grundlage bildete der Schädel aus San Pedro in der argentinischen Provinz Buenos Aires, der den Holotyp darstellt und einem ausgewachsenen Tier angehört (Exemplarnummer MPS 119). Der Gattungsname setzt sich aus dem griechischen Wort ἀρχαῖος ( archaios für „alt“) und der wissenschaftlichen Bezeichnung Mylodon als Typusform der Mylodontidae zusammen. Die Vorsilbe archaeo- verweist dabei auf das höhere Alter der neuen Gattung in Bezug auf die zumeist oberpleistozänen Funde anderer Mylodonten. Als einzige Art wurde A. sampedrinensis benannt, das Artepitheton bildet eine Referenz auf die Fundlokalität bei San Pedro.

## Bedeutung
Der Großteil der fossilen Faultierfunde des Pleistozäns in Südamerika fallen in den obersten Abschnitt dieser geologischen Einheit. Dazu gehören einige Riesenformen wie Megatherium und Eremotherium aus der Gruppe der Megatheriidae oder Lestodon aus der Gruppe der Mylodontidae. Fossilreste aus dem Mittleren Pleistozän sind weitaus seltener. Mit Archaeomylodon liegt eine der wenigen Riesenformen aus diesem Zeitabschnitt vor. Sie zeigt damit die zunehmende Körpergrößenentwicklung in einigen Linien der Faultiere auf, die sich im Übergang vom Pliozän zum Pleistozän allmählich manifestierte. Der Prozess fällt mit dem Großen Amerikanischen Faunenaustausch zusammen. Dieser setzte vor rund 2,5 Millionen Jahren mit der Schließung des Isthmus von Panama und der Entstehung der Landbrücke zwischen Nord- und Südamerika ein. Infolgedessen erreichten zahlreiche endemische Arten Südamerikas den nördlichen Kontinent, während dort heimische Tiere wiederum nach Süden vordrangen. Die zunehmende Körpergröße der südamerikanischen Faultiere könnte dabei eine Reaktion auf die verstärkte Konkurrenz durch neue Pflanzenfresser oder das Auftreten neuartiger Beutegreifer wie den Raubtieren darstellen. Auffallend bezüglich der Körpergrößenzunahme ist eine ähnliche Entwicklung bei vielen Arten in Nordamerika.